# الغزو المغولي للصين

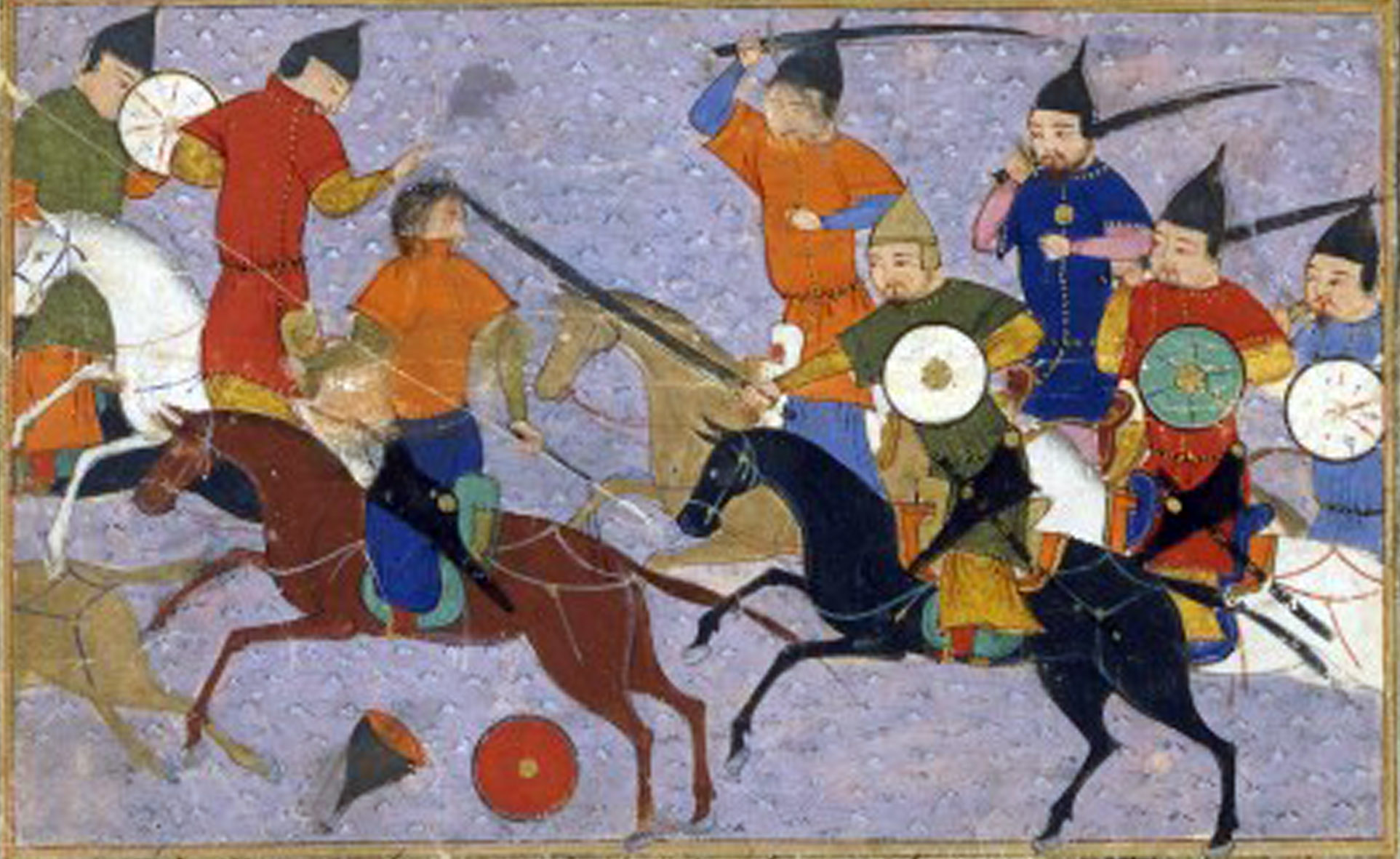

الغزو المغولي للصين أو الفتح المنغولي للصين (بالمنغولية: Их Монгол улс болон Юань гүрний үеийн дайн тулаан)‏ هو سلسلة من الجهود العسكرية الكبرى التي بذلتها الامبراطورية المغولية لغزو الصين الداخلية. استمر الغزو لمدة ستة عقود في القرن الثالث عشر وتضمن هزيمة سلالة جين الحاكمة، وشيا الغربية، ومملكة دالي، وسلالة سونغ الجنوبية. بدأت الإمبراطورية المغولية تحت قيادة جنكيز خان الغزو بغارات صغيرة على غرب شيا في عامي 1205 و 1207. بحلول عام 1279، كان الزعيم المغولي قوبلاي خان قد أنشأ سلالة يوان في الصين وسحق آخر مقاومة لسلالة سونغ، الحدث الذي يميز بداية وقوع الصين كلها تحت حكم سلالة يوان المغولية. كانت هذه هي المرة الأولى في التاريخ التي تُغزَى فيها الصين بأكملها ويحكمها حاكم أجنبي أو غير أصلي.

## غزو شيا الغربية
في أوائل القرن الثالث عشر، بدأ تيموجين، الذي أصبح جنكيز خان لاحقًا، بتعزيز سلطته في منغوليا. بعد وفاة زعيم كيريت «أونغ خان» ونشوء إمبراطورية تيموجين المغولية عام 1203، قاد الزعيم الكيريتي «نيلكا سينغوم» مجموعة صغيرة من التابعين إلى شيا الغربية، والمعروفة أيضًا باسم شي شيا. ولكن، بعد أن نهب أتباعه السكان المحليين، طُرد نيلكا سينغوم من أراضي شيا الغربية.
باستخدام ملجأ منافسه نيلكا سينغوم المؤقت في شيا الغربية كذريعة، شن تيموجين غارة ضد هذه الولاية في عام 1205 في منطقة إدسين. نهب المغول المستوطنات الحدودية، وقبِل أحد النبلاء المحليين في شيا الغربية السيادة المغولية. في العام التالي، 1206، أُعلِن تيموجين رسميًا على أنه جنكيز خان، حاكم جميع المغول، وقد ميّز هذا الإعلان البداية الرسمية للإمبراطورية المغولية. في عام 1207، قاد جنكيز غارة أخرى على شيا الغربية، وغزا منطقة أوردو وأقال ووهاي، الثكنة العسكرية الرئيسية على طول النهر الأصفر، قبل أن ينسحب في عام 1208.
في عام 1209، قام جنكيز بحملة أكبر لتأمين خضوع شيا الغربية. بعد هزيمة قوة عسكرية بقيادة كاو ليانغ-هوي خارج وهاي، استولى جنكيز على المدينة واستمر في حملته على طول النهر الأصفر، فانتصر على العديد من المدن، وحاصر العاصمة ينشوان، التي كانت مُحاطة بثكنة محصنة جيدًا ومؤلفة من 150,000 جندي. حاول المغول، الذين لم يكتسبوا خبرةً بعد في حرب الحصار، إغراق المدينة عبر تحويل مسار النهر الأصفر، لكن السد الذي بنوه لذلك الغرض انكسر وغمرت المياه المخيم المغولي. ومع ذلك، فإن الإمبراطور لي أنكان، الذي ظل يشعر بالتهديد من قبل المغول ولم يتلقَ أي عون من سلالة جين، وافق على الخضوع للحكم المغولي، وأظهر ولاءه بإعطائه ابنته، تشاكا، زوجة لجنكيز، وقدّم الجِمال والصقور والمنسوجات كعربون ولاء أيضًا.
بعد هزيمتها في عام 1210، خدمت شيا الغربية الامبراطورية المغولية كتابعة أمينة لما يقرب عقدًا من الزمن، إذ ساعد أبناؤها المغول في حربهم ضد سلالة جين. في عام 1219، أطلق جنكيز خان حملته ضد سلالة خوارزميان في آسيا الوسطى، وطلب مساعدة عسكرية من شيا الغربية. ولكن، رفض الإمبراطور وقائده العسكري آشا المشاركة في الحملة، قائلين إنه إذا لم يكن لدى جنكيز عدد كاف من القوات لمهاجمة خوارزم، فهو لا يملك أي حق ليطالب بسلطة عليا. غضب جنكيز، وأقسم بالانتقام وغادر لغزو خوارزم، بينما سعت شيا الغربية لإقامة تحالفات مع سلالتي جين وسونغ ضد المغول.
بعد انتصاره على خوارزم في عام 1221، أعدّ جنكيز جيوشه لمعاقبة شيا الغربية على خيانتهم، وفي عام 1225 هاجم بقوة عسكرية مؤلفة من نحو 180,000 جندي. بعد استيلائهم على خارا-خوتو، تقدّم المغول باستمرار نحو الجنوب. لم يكن آشا، قائد قوات شيا الغربية، قادرًا على أن يذهب بقواته لملاقاة المغول لأن ذلك سيتطلب مسيرة مرهقة من العاصمة ينتشوان إلى الغرب عبر 500 كيلومتر من الصحراء، وبالتالي تقدم المغول باتجاههم تدريجيًا من مدينة إلى أخرى. غاضبًا من المقاومة العنيفة لشيا الغربية، أشرك جنكيز الريف في حرب إبادة وأمر جنرالاته بتدمير المدن والثكنات بشكل منهجي أثناء سيرهم. قسّم جنكيز جيشه وأرسل الجنرال سوبوتاي ليتولى المدن الواقعة في أقصى الغرب، بينما انتقلت القوة الرئيسية تحت قيادة جنكيز شرقًا إلى قلب إمبراطورية شيا الغربية واستولت على قانسو، التي أُعفيت من التعرض الدمار عند الاستيلاء عليها لأنها مسقط رأس «شاغان»؛ أحد القادة تحت إمرة جنكيز.